# Roberto Challe
Roberto Challe (castellà: Roberto Chale)  (Lima, 24 de novembre de 1946 - Lima, 10 de setembre de 2024) fou un futbolista peruà.
Jugà la Copa del Món de Mèxic 1970.
Pel que fa a clubs, Challe defensà, entre d'altres els colors del Centro Iqueño, Universitario de Deportes, Sport Boys i Sporting Cristal, al Perú, i l'Universidad Católica, a l'Equador.